# 火曜ゴールデン よかばん!!
火曜ゴールデン よかばん‼︎（かようごーるでん よかばん）は、2019年5月7日からテレビ宮崎で毎週火曜19:04 - 20:00（再放送毎週金曜9:54 - 10:50）に放送されている宮崎県のローカルワイド番組である。

## 概要
テレビ宮崎はこれまで土曜日の昼にローカルワイド番組を放送してきたが、2019年春改編の『じゃがじゃがサタデー』の終了をもってこの伝統が途絶えたため、これに代わる形で火曜日のゴールデンタイムに自社制作枠を移動した。
本番組の放送開始に伴い、火曜19時台で遅れネットしていた『世界一受けたい授業』（日本テレビ制作）は19:55 - 20:54に繰り下げ、20時台で同時ネットしていた『潜在能力テスト』（フジテレビ制作）がネット打ち切りとなった。なお20時台の遅れネット番組は、2021年4月からは『1億3000万人のSHOWチャンネル』（日本テレビ制作,20:00-20:54）、2023年4月からは『ヒューマングルメンタリーオモウマい店』（中京テレビ制作,20:00-20:54）に変更した。
番組名の“よかばん”は、宮崎弁で「いい夜」又は「夜の鞄」を意味する。

## 出演者

### 司会者
- 佐々木六華
- 武田華奈
  - 2023年12月5日放送で第一子の妊娠を発表し、産休に入る。2024年3月で退社

### 出演者
- ジェイミー・ハバード
- 酒井瞳（延岡市出身。自身にとっては地上波のゴールデンタイムにおける初のレギュラーバラエティ番組となった[1]。）
- ゆきぴ(宮崎市出身)
  - 学生時代は柔道をしており、「麺部」のコーナーには柔道着を着て出演する事が多い。

### 過去の出演者
- ボビー・オロゴン[2]

## 主なコーナー
佐々木六華のROCKA ON（ロッカ・オン）
佐々木アナが県内の未知なる“筍なモノ”を紹介。
武田華奈の調べてみよっKANA！
視聴者から寄せられた宮崎県の素朴?な疑問を武田アナが検証する。
ばんメシ
酒井瞳らが県内の最新グルメを紹介する。
ゆるくる
ロードバイクを所有する自転車好きのMr.バニーと武田アナ(退職前)が県内各地を自転車で巡るコーナー。
麺部
Mr.バニーとゆきぴが宮崎県内の気になる麺料理店を訪ねて食すコーナー。
こんなところに宮崎人
まさか宮崎県出身者がいないであろう地域に住む宮崎県出身者を訪ねる不定期コーナー。
ちょっぺんハウス
宮崎県内の市町村から一自治体にスポットを当ててその市町村で一番標高の高い場所にある家を探す。

### 終了したコーナー
MAJIKAYO!ミヤザキ!!
ボビー・オロゴンが宮崎県内の某所を旅し、思わず「マジかよ!?」と叫んでしまいそうな珍品・奇人を紹介する。ボビー降板によりなくなる。
アルケミストの「あの空」旅！
音楽ユニット「アルケミスト」が視聴者からのお題を基に“応援ソング”を即興制作・歌唱する。
熱人祐貴（あちいどゆうき）
藤崎アナが“熱い人”になるべく県内のお祭りやイベントを突撃レポートする。
武田アナの「カナエール」
武田アナが視聴者からの願いや悩み事を紹介し、応援するコーナー。